# Deutsche Meisterschaft im karnevalistischen Tanzsport 2009
Die 38. Deutsche Meisterschaft im karnevalistischen Tanzsport 2009 fand vom 21. bis zum 22. März 2009 in der König-Pilsener-Arena in Oberhausen statt. Veranstalter war der Bund Deutscher Karneval e.V.; als Ausrichter trat die Karnevalsgesellschaft Scharwache Alsdorf 1966 e.V. auf.
Die Meisterschaft wurde in den fünf Disziplinen Tanzmariechen, Tanzpaare, Tanzgarden, Gemischte Garden sowie Schautanz in den Altersklassen Jugend, Junioren und Aktive durchgeführt. Insgesamt traten 170 Starter aus 68 Vereinen an.

## Jugend
Jahrgänge 1998 bis 2003.

### Tanzpaare
| Platz | Tänzerin            | Tänzer              | Verein                                       | Punkte |
| ----- | ------------------- | ------------------- | -------------------------------------------- | ------ |
| 1     | Sarah Philips       | Christian Müller    | KK Buchnesia Nürnberg e.V.                   | 460    |
| 2     | Jennifer Hofmann    | Renè Skorupa        | 1. Hofer Karnevalsgesellschaft Narhalla e.V. | 443    |
| 3     | Fabienne Dittrich   | Fabian Stollsteimer | Gesellschaft Zwieblingen 1905 e.V.           | 443    |
| 4     | Lydia Prys          | Maximilian Stöckle  | 1. Fasnetzunft Ludwigsburg-Neckarweihingen   | 439    |
| 5     | Leonie Fühner       | Artur Schweizer     | Stadtgarde Rheine e.V.                       | 430    |
| 6     | Ann-Katrin Kleinert | Sven Steinbach      | KG Fidele Sandhasen Oberlar                  | 428    |
| 7     | Kim Feulner         | Lukas Thieroff      | FG 1970 Stadtgarde Helmbrechts e.V.          | 428    |
| 7     | Nina Bonn           | Nico Bonn           | KG Wendene Seempött 1986 e.V.                | 428    |
| 9     | Janina Zündorf      | Tim Ademes          | KG Fidele Sandhasen Oberlar                  | 411    |
| 10    | Amal Bounab         | Sascha Carstens     | KG Löstige Ost-Dürener 1977 e.V.             | 410    |

### Tanzgarden
| Platz | Verein                                            | Gruppe                   | Punkte |
| ----- | ------------------------------------------------- | ------------------------ | ------ |
| 1     | TSG KG Rote Funken Harsewinkel e.V.               | Jugendgarde              | 470    |
| 2     | KTSC Lauda e.V.                                   | Die kleinen Rebengeister | 459    |
| 3     | Tanzsportgarde Coburger Mohr e.V.                 |                          | 458    |
| 4     | KK Buchnesia Nürnberg e.V.                        | Jugendgarde              | 452    |
| 5     | Großenritter CG 1949 Baunatal                     | Rittergarde              | 450    |
| 6     | TSV Wiesental-Dettenheim                          | Fortunagarde             | 447    |
| 7     | SVK 11er-Rat „Die Holzbiere“ Karlsruhe-Knielingen | Mini-Schnooge            | 437    |
| 8     | TK Rote Husaren Neuenkirchen                      |                          | 434    |
| 9     | KG Die Löwengarde Eschweiler e.V.                 |                          | 425    |
| 10    | KG Attendorn e.V. „Die Kattfiller“                |                          | 420    |
| 11    | KG Schwerfe bliev Schwerfe, Schwerfen             |                          | 417    |

### Tanzmariechen
| Platz | Tänzerin            | Verein                              | Punkte |
| ----- | ------------------- | ----------------------------------- | ------ |
| 1     | Vanessa Baranowsky  | TSV Wiesental-Dettenheim            | 466    |
| 2     | Laura Behringer     | KTSC Lauda e.V.                     | 463    |
| 3     | Laura-Luisa Englert | KTSC Lauda e.V.                     | 460    |
| 4     | Elena Krieft        | TSG KG Rote Funken Harsewinkel e.V. | 454    |
| 5     | Hannah Förster      | KTSC Lauda e.V.                     | 453    |
| 6     | Nina Bonn           | KG Wendene Seempött 1986 e.V.       | 450    |
| 7     | Samantha Krakau     | Gesellschaft Zwieblingen 1905 e.V.  | 449    |
| 8     | Paulina Fölling     | TSG KG Rote Funken Harsewinkel e.V. | 445    |
| 9     | Melina Scheidhauer  | KG Fidele Sandhasen Oberlar         | 442    |
| 10    | Lea Brinster        | TSG KG Rote Funken Harsewinkel e.V. | 436    |

### Schautanz
| Platz | Verein                                          | Gruppe                                       | Punkte |
| ----- | ----------------------------------------------- | -------------------------------------------- | ------ |
| 1     | KTSC Lauda e.V.                                 | Klimawandel                                  | 478    |
| 2     | TSG KG Rote Funken Harsewinkel e.V.             | Käfer? Käfer!                                | 469    |
| 3     | KG Narhalla Rot-Weiss Marktredwitz e.V.         | Trolle - Gibt es sie wirklich!?              | 463    |
| 4     | Großenritter CG 1949 Baunatal                   | Wir wollen's wissen                          | 456    |
| 5     | NG „Strumpfkapp Ahoi“ e.V., Lauda               | Licht aus - Spot an, jetzt sind wir dran     | 456    |
| 6     | Faschingsgilde der TS Marktredwitz-Dörflas e.V. | Verrückte Blecherei                          | 449    |
| 7     | KC Röttenbach „Die Besenbinder“ e.V.            | Gesucht und Gefunden - Giftig oder Genießbar | 447    |
| 8     | TSC „Der Dürmer Faschenaacht“ e.V., Walldürn    | Willkommen in Madagaskar                     | 440    |
| 9     | TK Rote Husaren Neuenkirchen                    | Das Freundschaftsbuch                        | 436    |
| 10    | TV Flerke-Welver 1928 e.V.                      | Flerker Detektei - wir deckens auf           | 428    |
| 11    | KG Lövenicher Hoppesäck 1861 e.V.               | Auf der Suche nach Schneewittchen            | 427    |

## Junioren
Jahrgänge 1994 bis 1997.

### Tanzpaare
| Platz | Tänzerin              | Tänzer          | Verein                                   | Punkte |
| ----- | --------------------- | --------------- | ---------------------------------------- | ------ |
| 1     | Janine Beckmann       | Nikolai Behrens | TK Rote Husaren Neuenkirchen             | 470    |
| 2     | Sina Erb              | Markus Schieber | TSV Wiesental-Dettenheim                 | 468    |
| 3     | Jaqueline Hildgartner | Robin Bottler   | TSG KG Rote Funken Harsewinkel e.V.      | 460    |
| 4     | Carolin Wagner        | Marcel Weiss    | 1. Korntal-Münchinger KV „Hano“ e.V.     | 455    |
| 5     | Madeleine Stadelmann  | Daniel Trabold  | Tanz-Sport-Garde Veitshöchheim e.V.      | 445    |
| 6     | Roxana Philips        | Pascal Forster  | KK Buchnesia Nürnberg e.V.               | 438    |
| 6     | Samantha Krakau       | Dennis Catalano | Gesellschaft Zwieblingen 1905 e.V.       | 438    |
| 8     | Selina Geywitz        | Luca Fischer    | Backnanger Karnevals Club e.V.           | 437    |
| 9     | Katharina Hüttel      | Sven Bednorz    | KG „Kick Ens“ e.V., Düren-Rölsdorf       | 430    |
| 10    | Kimberley Schmitz     | Steffen Engels  | KG Die Löwengarde Eschweiler e.V.        | 429    |
| 11    | Leonie Stammberger    | Jonas Hanft     | Effect's Coburger Turnerschaft 1861 e.V. | 426    |
| 12    | Madelaine Alsmann     | Mark Grobe      | Stadtgarde Rheine e.V.                   | 425    |
| 13    | Lisa Jungbluth        | Danny Kleiber   | KG Oecher Prente 1988 e.V., Aachen       | 418    |

### Tanzgarden
| Platz | Verein                                  | Gruppe        | Punkte |
| ----- | --------------------------------------- | ------------- | ------ |
| 1     | TSG KG Rote Funken Harsewinkel e.V.     | Juniorengarde | 477    |
| 2     | Großenritter CG 1949 Baunatal           | Prinzengarde  | 474    |
| 3     | Tanzsportgarde Coburger Mohr e.V.       |               | 466    |
| 4     | KK Buchnesia Nürnberg e.V.              | Juniorengarde | 461    |
| 5     | KTSC Lauda e.V.                         | Royalgarde    | 452    |
| 6     | TSC 1992 „Royal“ Rülzheim e.V.          | Princessgarde | 450    |
| 6     | TSV Wiesental-Dettenheim                | Phoenixgarde  | 450    |
| 8     | TK Rote Husaren Neuenkirchen            |               | 448    |
| 8     | FG 1970 Stadtgarde Helmbrechts e.V.     | Juniorengarde | 448    |
| 10    | KG Grün-Weiß Hamm 61 e.V.               |               | 438    |
| 11    | Lindener Narren Hannover, TSC Blau-Weiß | Juniorengarde | 436    |
| 12    | KG Schwerfe bliev Schwerfe, Schwerfen   | Juniorengarde | 425    |
| 13    | KG Die Löwengarde Eschweiler e.V.       |               | 424    |

### Tanzmariechen
| Platz | Tänzerin            | Verein                                         | Punkte |
| ----- | ------------------- | ---------------------------------------------- | ------ |
| 1     | Michelle Maldonado  | Tanzsportgarde Coburger Mohr e.V.              | 491    |
| 2     | Vanessa Ganser      | KV „Böhler Hängsching“ e.V., Böhl-Iggelheim    | 475    |
| 3     | Raquel Escoz        | TSG KG Rote Funken Harsewinkel e.V.            | 472    |
| 4     | Laura Bolz          | TSV Wiesental-Dettenheim                       | 464    |
| 5     | Carolin Wagner      | 1. Korntal-Münchinger KV „Hano“ e.V.           | 462    |
| 6     | Janine Beckmann     | TK Rote Husaren Neuenkirchen                   | 459    |
| 7     | Sofia Schulz        | KTSC Lauda e.V.                                | 457    |
| 8     | Helena Meyer-Wilmes | TSG KG Rote Funken Harsewinkel e.V.            | 456    |
| 9     | Carmen Skrabania    | TSG KG Rote Funken Harsewinkel e.V.            | 455    |
| 10    | Laura Staufert      | KTSC Lauda e.V.                                | 454    |
| 11    | Tina Strotbaum      | TV Mesum Feldmäuse Rheine                      | 444    |
| 12    | Michelle Weyermann  | KG Wendene Sempött 1986 e.V.                   | 443    |
| 13    | Franziska Honermann | TV Mesum Feldmäuse Rheine                      | 441    |
| 14    | Jana Pearce         | Show- u. TSV Kirchderner Funken e.V., Dortmund | 436    |

### Schautanz
| Platz | Verein                                            | Gruppe                                            | Punkte |
| ----- | ------------------------------------------------- | ------------------------------------------------- | ------ |
| 1     | Karnevalsfreude Esslingen e.V.                    | Wir alle sind Deutschland                         | 477    |
| 2     | TSG KG Rote Funken Harsewinkel e.V.               | Wo ist die Kokosnuss?                             | 476    |
| 3     | KTSC Lauda e.V.                                   | Irrflug zur Vogelhochzeit                         | 474    |
| 4     | Großenritter CG 1949 Baunatal                     | Markenklamotten keine Norm, besser wäre...        | 467    |
| 5     | Soul-City-Dancers des TSV Hof                     | e = mc²                                           | 463    |
| 6     | FG 1970 Stadtgarde Helmbrechts e.V.               | In der Jugend liegt die Zukunft                   | 452    |
| 7     | NG „Strumpfkapp Ahoi“ e.V., Lauda                 | Schwarz oder Weiß - es siegt, wer clever zieht    | 451    |
| 8     | Narrenzunft Schmalzloch Hörden e.V.               | Angebissen?                                       | 450    |
| 9     | TSG Veitshöchheim e.V.                            | Das Erziehungscamp im Zwergenland                 | 448    |
| 10    | TK Rote Husaren Neuenkirchen                      | Von der Stadt auf's Land - cool, hier bleiben wir | 441    |
| 11    | KG Lövenicher Hoppesäck 1861 e.V.                 | sehen, staunen, leben in China                    | 437    |
| 12    | 1. Birkesdorfer KG „Grieläächer“ 1931 e.V., Düren | In der Bücherei                                   | 430    |
| 13    | KG Die-la-Hei Coesfeld e.V.                       | Tatü Tata - Wir sind immer für euch da!           | 427    |

## Aktive
Jahrgang 1993 und älter.

### Tanzpaare
| Platz | Tänzerin          | Tänzer             | Verein                                      | Punkte |
| ----- | ----------------- | ------------------ | ------------------------------------------- | ------ |
| 1     | Alina Klein       | Christopher Albert | KG Die Löwengarde Eschweiler e.V.           | 486    |
| 2     | Mariana Höfer     | Sebastian Beer     | KK Buchnesia Nürnberg e.V.                  | 479    |
| 3     | Verena Schmidt    | Daniel Dürr        | FG „Die Eibanesen“ e.V., Nürnberg           | 470    |
| 4     | Sabrina Reinhardt | Kai Lenz           | Tanzsportverein Landau 2002 e.V.            | 469    |
| 5     | Vanessa Pavia     | Markus Marschall   | Schwetzinger Carneval-Gesellschaft e.V.     | 463    |
| 6     | Caroline Mahr     | Sven Krautwurst    | Effect's Coburger Turnerschaft 1861 e.V.    | 458    |
| 7     | Yvonne David      | Jan Patrick Siegel | Große KG Silbermöwe e.V., Lübeck            | 458    |
| 8     | Vanessa Ganser    | Tim Dommermuth     | KV „Böhler Hängsching“ e.V., Böhl-Iggelheim | 455    |
| 9     | Jessica Matysik   | Philipp Weitzel    | KK Buchnesia Nürnberg e.V.                  | 454    |
| 10    | Kirsten Orth      | Arthur Michalzcyk  | Tanzsportverein Landau 2002 e.V.            | 451    |
| 11    | Laura Mohr        | Marcel Schröder    | KG „Jüzzenije Plüme“ Düren-Gürzenich        | 447    |
| 12    | Inga Dahlen       | Sonny Königstein   | KK Oecher Storm Aachen 1881 e.V.            | 446    |
| 13    | Nina Löfgen       | Nils Müggenburg    | TSC Gold Aachen 2007 e.V.                   | 444    |
| 14    | Melissa Grass     | Timo Rubert        | KG Fidele Sandhasen Oberlar                 | 440    |
| 15    | Saskia Fischer    | Stefan Trauer      | KG Schwerfe bliev Schwerfe, Schwerfen       | 440    |
|       | Shirley Oats      | Patrick Rascher    | TSC Gold Aachen 2007 e.V.                   | DNS    |

### Tanzgarden
| Platz | Verein                                            | Gruppe            | Punkte |
| ----- | ------------------------------------------------- | ----------------- | ------ |
| 1     | TK Rote Husaren Neuenkirchen                      |                   | 488    |
| 2     | Großenritter CG 1949 Baunatal                     |                   | 480    |
| 3     | Tanzsportverein Landau 2002 e.V.                  |                   | 475    |
| 4     | TSG KG Rote Funken Harsewinkel e.V.               |                   | 475    |
| 5     | SVK 11er-Rat „Die Holzbiere“ Karlsruhe-Knielingen | Victoriagarde     | 471    |
| 6     | KK Buchnesia Nürnberg e.V.                        | Selleriegarde     | 465    |
| 7     | Tanzsportgarde Coburger Mohr e.V.                 | Königsgarde       | 464    |
| 8     | Schwetzinger Carneval-Gesellschaft e.V.           | Kurfürstengarde   | 460    |
| 9     | KG Humor 1878 Merzig e.V.                         | Grün-Weiße Funken | 455    |
| 10    | TSC 1992 „Royal“ e.V., Rülzheim                   | Royalgarde        | 455    |
| 11    | KG Grün-Weiß Hamm 61 e.V.                         | 1. Stadtgarde     | 451    |
| 12    | KG Brööker Waaterratte e.V., Oberbruch            | Seniorentanzgarde | 449    |
| 13    | KG Attendorn e.V. „Die Kattfiller“                | Regimentstöchter  | 444    |
| 14    | KG Schwerfe bliev Schwerfe, Schwerfen             |                   | 440    |
| 15    | TV Flerke-Welver 1928 e.V.                        | 1. Tanzgarde      | 438    |

### Gemischte Garden
| Platz | Verein                                   | Gruppe              | Punkte |
| ----- | ---------------------------------------- | ------------------- | ------ |
| 1     | KG Fidele Sandhasen Oberlar              |                     | 482    |
| 2     | Tanzsportverein Landau 20002 e.V.        |                     | 480    |
| 3     | Schwetzinger Carneval-Gesellschaft e.V.  | Schloßgarde         | 472    |
| 4     | Große CH „Feuerio“ Mannheim 1898 e.V.    | Prinzengarde        | 470    |
| 5     | KK Buchnesia Nürnberg e.V.               |                     | 462    |
| 6     | KG Die Löwengarde Eschweiler e.V.        |                     | 460    |
| 7     | KG Schwerfe bliev Schwerfe, Schwerfen    |                     | 456    |
| 8     | Tanzsportgemeinschaft Bellheim e.V.      | Kurpfalzgarde       | 454    |
| 9     | Mühlburger Carnevals Gesellschaft e.V.   | Mixed-Team          | 451    |
| 10    | KG TSC Herkules Kassel 1960 e.V.         | Kasseler Stadtgarde | 444    |
| 11    | Cannstatter Quellen Club e.V.            | Gemischte Garde     | 440    |
| 12    | KG Grün-Weiß Hamm 61 e.V.                | 1. Stadtgarde       | 438    |
| 13    | Effect's Coburger Turnerschaft 1861 e.V. |                     | 437    |
| 14    | TK Rote Husaren Neuenkirchen             | Gemischte Garde     | 436    |
| 15    | Erftland Tanzcorps Kerpen-Manheim        |                     | 428    |

### Tanzmariechen
| Platz | Tänzerin            | Verein                                       | Punkte |
| ----- | ------------------- | -------------------------------------------- | ------ |
| 1     | Mariana Höfer       | KK Buchnesia Nürnberg e.V.                   | 489    |
| 2     | Anna-Ellena Blatz   | KTSC Lauda e.V.                              | 485    |
| 3     | Madelaine Lilli     | Tanzsportgarde Plankstadt 2008 e.V.          | 473    |
| 3     | Saskia Köhl         | TSG KG Rote Funken Harsewinkel e.V.          | 473    |
| 5     | Sabrina Barbiera    | Große CG „Feuerio“ Mannheim 1898 e.V.        | 465    |
| 6     | Vanessa Pavia       | Schwetzinger Carneval-Gesellschaft e.V.      | 464    |
| 7     | Cornelia Weishäupl  | Rother CV Schwarz-Weiß e.V.                  | 463    |
| 8     | Yvonne David        | Große KG Silbermöwe e.V., Lübeck             | 463    |
| 9     | Fabienne Breuer     | KG Scharwache Alsdorf 1966 e.V.              | 460    |
| 10    | Sabrina Lellmann    | Tanzclub Silber-Gold Düren 92 e.V.           | 458    |
| 11    | Lena Kern           | Tanzsportverein Landau 2002 e.V.             | 457    |
| 12    | Christina Reinartz  | 1. MKG Löstige Kings 1978 e.V., Düren-Merken | 451    |
| 13    | Mandy Eilers        | KG Fidelio Niederzier 1923 e.V.              | 451    |
| 14    | Ivka-Larissa Höfler | Lindener Narren Hannover, TSC Blau-Weiß      | 448    |

### Schautanz
| Platz | Verein                                       | Gruppe                                      | Punkte |
| ----- | -------------------------------------------- | ------------------------------------------- | ------ |
| 1     | Große CG „Feuerio“ Mannheim 1898 e.V.        | Dornröschen                                 | 486    |
| 2     | TSG KG Rote Funken Harsewinkel e.V.          | Solang wir noch am Leben sind               | 483    |
| 3     | TSC „Der Dürmer Faschenaacht“ e.V., Walldürn | Hexen sind halt so                          | 478    |
| 4     | Großenritter CG 1949 Baunatal                | Comeback                                    | 474    |
| 5     | KG Horbacher Freunde 1998 e.V.               | Willkommen im Fotoalbum unseres Lebens      | 473    |
| 6     | Schwetzinger Carneval-Gesellschaft e.V.      | King Kong und die weiße Frau                | 468    |
| 7     | Soul-City-Dancers des TSV Hof                | ... und wovor hast Du Angst?                | 464    |
| 8     | Tanzsportverein Landau e.V.                  | Wicked                                      | 464    |
| 8     | KG Blau Weiß Steinbach e.V.                  | Das waren noch Zeiten - Reise durch die ... | 464    |
| 10    | Effect's Coburger Turnerschaft 1861 e.V.     | Aliens - Invasion der Visionen              | 459    |
| 11    | KG „Kick Ens“ e.V., Düren-Rölsdorf           | Bahnhof der Gefühle                         | 457    |
| 12    | TK Rote Husaren Neuenkirchen                 | Jetzt geht die Post ab                      | 456    |
| 13    | Wasunger Carneval Club e.V.                  | Hier ist der Wurm drin                      | 445    |
| 13    | KG „Ahle Hoot“ 1950 e.V., Eschweiler ü. Feld | Das Glück bevorzugt Träumer                 | 445    |
| 15    | TSC Gold Aachen 2007 e.V.                    | Ohne mich geht's nicht                      | 444    |